# Дегтяри (Харьковская область)
Дегтяри (укр. Дегтярі), село,
Винницко-Ивановский сельский совет,
Богодуховский район,
Харьковская область, Украина.
Код КОАТУУ — 6320881003. Население по переписи 2001 г. составляет 127 (56/71 м/ж) человек.

## Географическое положение
Село Дегтяри находится в 1-м км от реки Иваны и окружено сёлами
Короткое и
Винницкие Иваны и
посёлком Степное.
Рядом проходит автомобильная дорога Р-22

## История
- 1784 — дата основания.
- В 1940 году, перед ВОВ, в Дегтярях были восемь ветряных мельниц.[1]

## Экономика
- В селе есть молочно-товарная ферма.
- Фельдшерско-акушерский пункт.